# Recklinghausen Hauptbahnhof
Recklinghausen Hauptbahnhof is een spoorwegstation in de Duitse plaats Recklinghausen. Het station werd in 1870 geopend.
Dortmund Hbf ·
Dortmund-Dorstfeld ·
Dortmund-Wischlingen ·
Dortmund-Huckarde ·
Dortmund-Westerfilde ·
Dortmund-Nette/Östrich ·
Dortmund-Mengede ·
Castrop-Rauxel Hbf ·
Herne
(>> Recklinghausen Süd ·
Recklinghausen Hbf) ·
Wanne-Eickel Hbf ·
Gelsenkirchen Hbf ·
(>> Gelsenkirchen-Rotthausen ·
Essen-Kray Nord ·
Essen Hbf) ·
Essen-Zollverein Nord ·
Essen-Altenessen ·
Essen-Bergeborbeck ·
Essen-Dellwig ·
Oberhausen Hbf · 
Duisburg Hbf